# 赵鸿举
赵鸿举（1822年—1889年 ），字雪堂，号轩然，河南省彰德府涉县更乐村（今属河北）人。清朝武进士及第。

## 生平
道光二十五年（1845年），中乙巳恩科一甲第三名武进士（武探花），初授二等御前侍卫。道光末年在湖南堵御太平军，咸丰初年起在鄂、皖、豫镇压太平军和捻军。咸丰十一年（1861年），署河南南阳镇总兵。光绪八年（1882年），补山东曹州镇总兵。曾修筑贾庄河、孙楼河河堤。